# Condados de Rumanía
Un total de 41 condados (en rumano: județe), junto con el municipio de Bucarest, constituyen las divisiones administrativas oficiales de Rumania. Representan las subdivisiones estadísticas NUTS-3 del país (Nomenclatura de las Unidades Territoriales Estadísticas – Nivel 3) dentro de la Unión Europea y cada una de ellas sirve como el nivel local de gobierno dentro de sus fronteras. La mayoría de los condados llevan el nombre de un río importante, mientras que algunos llevan el nombre de ciudades notables dentro de ellos, como la sede del condado.
La designación en rumano  județ (pron. ʒu'deʦ; plural județe; pron. ʒuˈdet͡se), es un término que puede traducirse como distrito, departamento o condado. El llamado consiliu județean (consejo del condado) coordina la actividad de los concejos de las comunas, ciudades y municipios que forman parte del condado. Está compuesto por consejeros electos.
La primera organización en județe de los principados de Valaquia y Moldavia (donde fueron denominados ținuturi) se remonta al menos a finales del siglo XIV. Durante la mayor parte del tiempo desde que se formó la Rumanía moderna en 1859, el sistema de división administrativa ha sido similar al de los departamentos franceses o las provincias españolas. Desde entonces, el sistema ha cambiado varias veces y el número de condados ha variado con el tiempo, desde los 71 județe que existían antes de la Segunda Guerra Mundial hasta solo 39 después de 1968. El formato actual ha estado vigente en gran medida desde 1968 ya que solo se han realizado pequeños cambios desde entonces, el último de los cuales fue en 1997.
Desde 1968, el territorio de Rumanía se divide en 41 condados, a los que hay que sumar el municipio de Bucarest que, aunque es la sede del condado de Ilfov, se administra por separado como un municipio con estatus de condado y que no forma parte de Ilfov, el condado circundante.

## Datos demográficos
Según los datos del censo de 2011 del Instituto Nacional de Estadísticas, la población media de los 41 condados de Rumanía es de unos 445 000 habitantes, siendo el condado de Iași el más poblado (772 000) y condado de Covasna (210 000) el que menos lo está. El área terrestre promedio del condado es 5809 km², con el condado de Timiș (8697 km²) el más grande y el condado de Iași (1583 km²) el más pequeño. El condado con mayor densidad de población es Ilfov (245 habitantes/km²); en el extremo opuesto se encuentra Tulcea que tiene una densidad de solo 25 habitantes por km².
El municipio de Bucarest, que tiene el mismo nivel administrativo que el de un condado, es más poblado y mucho más pequeño que cualquier condado, con 1 883 425 habitantes y 228 km².
| Condado         | Sede                  | Población      | Densidad [hab/km²] | Superficie | Indicador en las matrículas | Prefijo telefónico Telekom/RCS-RDS | Escudo |
| --------------- | --------------------- | -------------- | ------------------ | ---------- | --------------------------- | ---------------------------------- | ------ |
| Alba            | Alba Iulia            | 342.376 hab.   | 55                 | 6.242 km²  | AB                          | 258/358                            |        |
| Arad            | Arad                  | 430.629 hab.   | 56                 | 7.754 km²  | AR                          | 257/357                            |        |
| Argeș           | Pitești               | 612.431 hab.   | 90                 | 6.826 km²  | AG                          | 248/348                            |        |
| Bacău           | Bacău                 | 616.168 hab.   | 93                 | 6.621 km²  | BC                          | 234/334                            |        |
| Bihor           | Oradea                | 575.398 hab.   | 76                 | 7.544 km²  | BH                          | 259/359                            |        |
| Bistrița-Năsăud | Bistrița              | 286.225 hab.   | 53                 | 5.355 km²  | BN                          | 263/363                            |        |
| Botoșani        | Botoșani              | 412.626 hab.   | 83                 | 4.986 km²  | BT                          | 231/331                            |        |
| Brașov          | Brașov                | 549.217 hab.   | 102                | 5.363 km²  | BV                          | 268/368                            |        |
| Brăila          | Brăila                | 321.212 hab.   | 67                 | 4.766 km²  | BR                          | 239/339                            |        |
| -               | București             | 1.883.425 hab. | 8261               | 228 km²    | B                           | 021/031                            |        |
| Buzău           | Buzău                 | 451.069 hab.   | 74                 | 6.103 km²  | BZ                          | 238/338                            |        |
| Caraș-Severin   | Reșița                | 295.579 hab.   | 35                 | 8.520 km²  | CS                          | 255/355                            |        |
| Călărași        | Călărași              | 306.691 hab.   | 60                 | 5.088 km²  | CL                          | 242/342                            |        |
| Cluj            | Cluj-Napoca           | 691.106 hab.   | 104                | 6.674 km²  | CJ                          | 264/364                            |        |
| Constanța       | Constanța             | 684.082 hab.   | 97                 | 7.071 km²  | CT                          | 241/341                            |        |
| Covasna         | Sfântu Gheorghe       | 210.177 hab.   | 57                 | 3.710 km²  | CV                          | 267/367                            |        |
| Dâmbovița       | Târgoviște            | 518.745 hab.   | 128                | 4.054 km²  | DB                          | 245/345                            |        |
| Dolj            | Craiova               | 660.544 hab.   | 89                 | 7.414 km²  | DJ                          | 251/351                            |        |
| Galați          | Galați                | 536.167 hab.   | 120                | 4.466 km²  | GL                          | 236/336                            |        |
| Giurgiu         | Giurgiu               | 281.422 hab.   | 80                 | 3.526 km²  | GR                          | 246/346                            |        |
| Gorj            | Târgu Jiu             | 341.594 hab.   | 61                 | 5.602 km²  | GJ                          | 253/353                            |        |
| Harghita        | Miercurea Ciuc        | 310.867 hab.   | 47                 | 6.639 km²  | HR                          | 266/366                            |        |
| Hunedoara       | Deva                  | 418.565 hab.   | 59                 | 7.063 km²  | HD                          | 254/354                            |        |
| Ialomița        | Slobozia              | 274.148 hab.   | 62                 | 4.453 km²  | IL                          | 243/343                            |        |
| Iași            | Iași                  | 772.348 hab.   | 141                | 5.476 km²  | IS                          | 232/332                            |        |
| Ilfov           | București             | 388.738 hab.   | 246                | 1.583 km²  | IF                          | 279/379                            |        |
| Maramureș       | Baia Mare             | 478.659 hab.   | 76                 | 6.304 km²  | MM                          | 262/362                            |        |
| Mehedinți       | Drobeta-Turnu Severin | 265.390 hab.   | 54                 | 4.933 km²  | MH                          | 252/352                            |        |
| Mureș           | Târgu Mureș           | 550.846 hab.   | 82                 | 6.714 km²  | MS                          | 265/365                            |        |
| Neamț           | Piatra Neamț          | 470.766 hab.   | 80                 | 5.896 km²  | NT                          | 233/333                            |        |
| Olt             | Slatina               | 436.400 hab.   | 80                 | 5.498 km²  | OT                          | 249/349                            |        |
| Prahova         | Ploiești              | 762.886 hab.   | 162                | 4.716 km²  | PH                          | 244/344                            |        |
| Satu Mare       | Satu Mare             | 344.360 hab.   | 78                 | 4.418 km²  | SM                          | 261/361                            |        |
| Sălaj           | Zalău                 | 224.384 hab.   | 58                 | 3.864 km²  | SJ                          | 260/360                            |        |
| Sibiu           | Sibiu                 | 397.322 hab.   | 73                 | 5.432 km²  | SB                          | 269/369                            |        |
| Suceava         | Suceava               | 634.810 hab.   | 74                 | 8.553 km²  | SV                          | 230/330                            |        |
| Teleorman       | Alexandria            | 380.123 hab.   | 65                 | 5.790 km²  | TR                          | 247/347                            |        |
| Timiș           | Timișoara             | 683.540 hab.   | 78                 | 8.697 km²  | TM                          | 256/356                            |        |
| Tulcea          | Tulcea                | 213.083 hab.   | 25                 | 8.499 km²  | TL                          | 240/340                            |        |
| Vaslui          | Vaslui                | 395.499 hab.   | 74                 | 5.318 km²  | VS                          | 235/335                            |        |
| Vâlcea          | Râmnicu Vâlcea        | 371.714 hab.   | 64                 | 5.765 km²  | VL                          | 250/350                            |        |
| Vrancea         | Focșani               | 340.310 hab.   | 70                 | 4.857 km²  | VN                          | 237/337                            |        |

## Historia

Esquema que muestra el territorio de la Rumanía actual y sus condados superpuestos sobre el mapa en color de los condados de entreguerras.

La división de Rumania en condados de los distintos territorios que hoy componen el país está documentada desde el 8 de enero de 1392, cuando el gobernante Mircea el Viejo a través de un decreto llamado "condado de Valcea". Por lo tanto, se deduce que el condado de Vâlcea es el primer condado con existencia certificada en el territorio actual de Rumania.
La organización más antigua en județe (para Valaquia), y ținuturi (para Moldavia), se remonta al menos hasta finales del siglo XIV. Inspirado en la organización del Imperio bizantino, cada județ estaba gobernado por un jude (o pârcălab por ținut), una persona designada oficialmente con funciones administrativas y judiciales. Transilvania se dividió en condados reales encabezados por comes (condes reales) con funciones administrativas y judiciales.
Después de que la Rumania moderna se formara en 1859 a través de la unión de Moldavia y Valaquia, la división administrativa se modernizó usando el sistema administrativo francés como modelo, con județ como el unidad administrativa básica. Aparte del período 1950-1968, este sistema se ha mantenido vigente hasta la actualidad. Desde 1864, para cada județ existe un prefecto, un subordinado del Ministerio del Interior y representante del gobierno dentro del condado; también es el jefe de la administración local para áreas no delegadas a las autoridades locales. Hasta 1948, cada județ se dividía en varios plăși, cada uno administrado por un pretor.
Después de la adopción de una nueva constitución en 1923, los sistemas administrativos locales tradicionales de las regiones recién adquiridas de Transilvania, Bucovina y Besarabia se uniformaron en 1925 con la del antiguo Reino de Rumania. Las fronteras de los condados se mantuvieron prácticamente intactas, con pocos ajustes, y el número total de condados se elevó a 71; esto duró hasta el comienzo de la Segunda Guerra Mundial.
En 1938, el rey Carlos II modificó la ley sobre la administración del territorio rumano según el modelo fascista Diez ținuturi (traducción aproximada: tierras) fueron creadas, gobernadas por Rezidenți Regali (Residentes Reales), designados directamente por el Monarca. Los ținuturi representaron otra capa de administración entre los condados y el país, ya que las fronteras de los condados no se modificaron.
Debido a los cambios territoriales durante la Segunda Guerra Mundial, este estilo de administración no duró, y la administración a nivel județ se reintrodujo después de la guerra. Entre 1941 y 1944, Rumania administró el territorio entre los ríos Dniéster y Bug Meridional conocido como Transnistria, que constaba de 13 condados separados.
Después de hacerse cargo de la administración del país en 1945, el Partido Comunista cambió el modelo administrativo al de la Unión Soviética (regiones y raiones) en 1950, pero lo cambió en 1968. Sin embargo, las fronteras condales que se establecieron entonces eran bastante diferentes de los presentes durante el período de entreguerras, ya que solo se formaron 39 condados de los 56 creados después de la guerra.
En 1981, Giurgiu y Călărași se separaron del de Ialomița y el antiguo condado de Ilfov, mientras que en 1997 se restableció el condado de Ilfov, que había sido una dependencia del municipio de Bucarest durante casi dos décadas. Los límites condales establecidos en 1968 están en gran parte vigentes actualmente, pero las funciones de diferentes autoridades han cambiado debido a las reformas administrativas en la década de 1990.
En la actualidad, Rumania se divide en 41 condados y un municipio (Bucarest); estos se asignan como el NUTS-3, geocódigo esquema de subdivisión estadística de Rumania dentro de la Unión Europea. Cada uno de los condados se divide a su vez en ciudades (algunas de las cuales tienen el estatus de municipalidad) y comunas. El prefecto y su administración tienen prerrogativas ejecutivas dentro de los límites del condado, mientras que se asignan poderes legislativos limitados a un consejo del condado elegido cada cuatro años durante las elecciones locales. Los distritos territoriales del sistema judicial rumano se superponen con las fronteras del condado, evitando así una mayor complicación en la separación de poderes en el gobierno.

Las tierras o condados de Valaquia entre 1601 y 1718
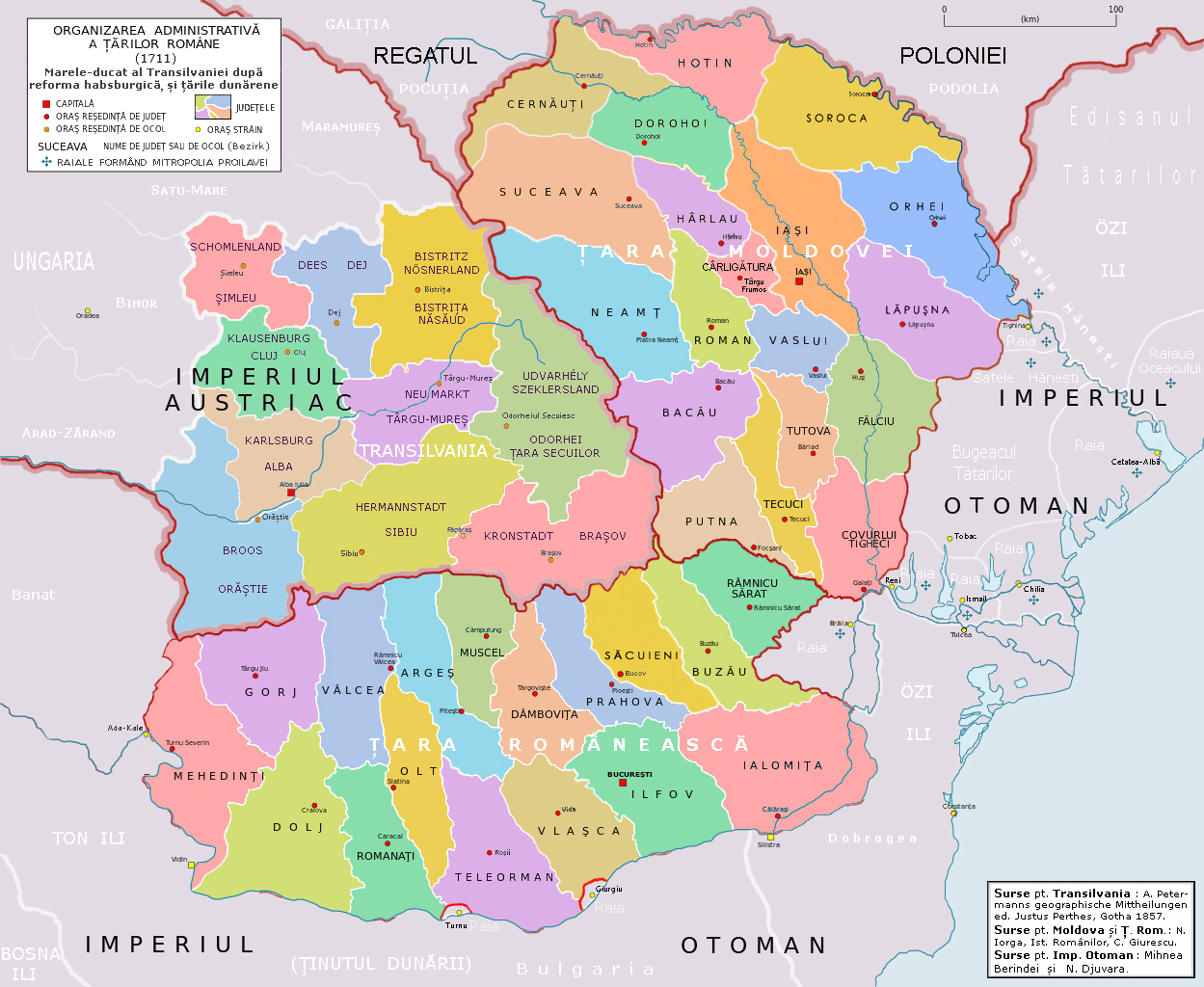
Condados rumanos en 1711.
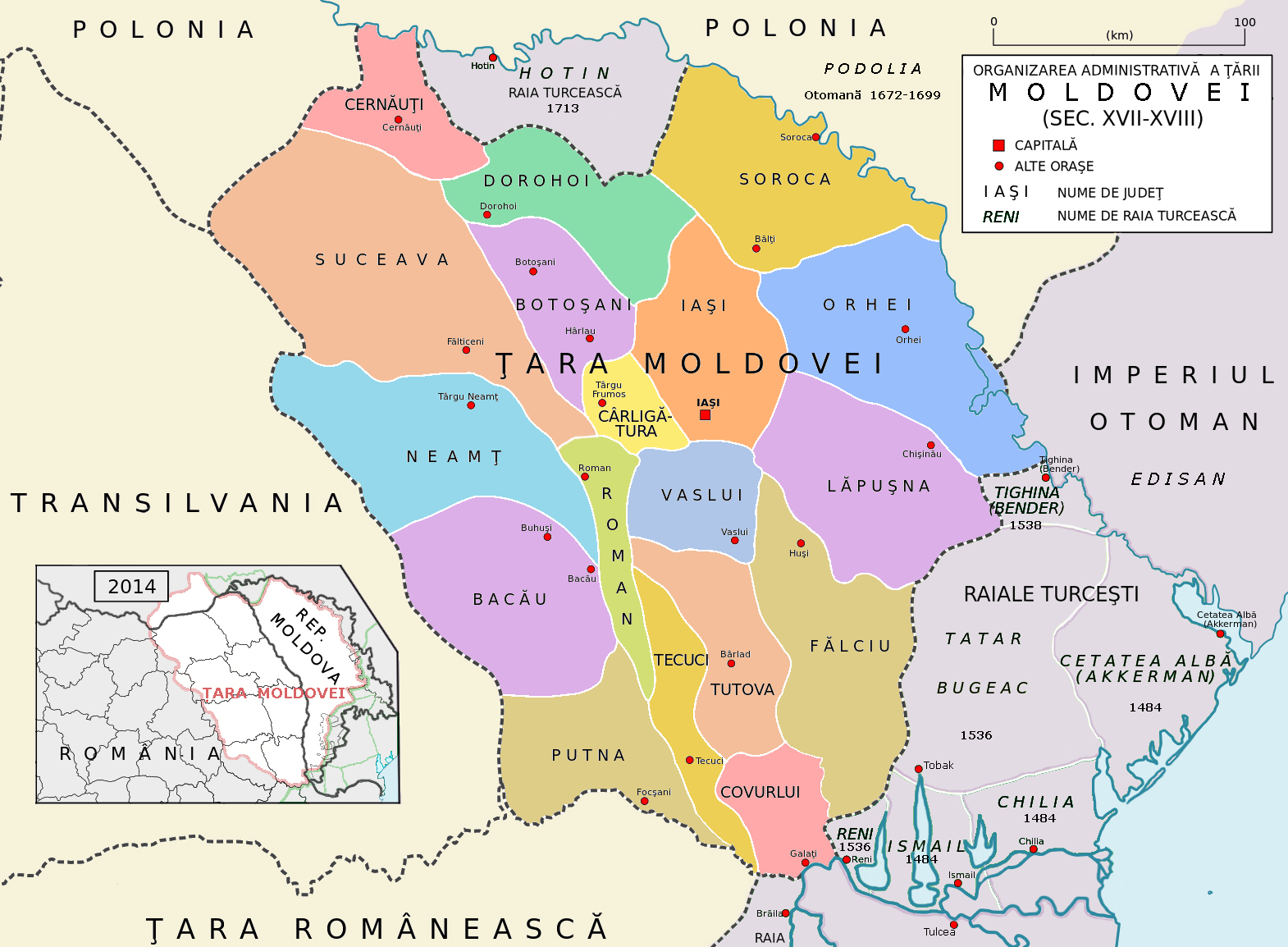
Las tierras de Moldavia entre 1601 y 1718
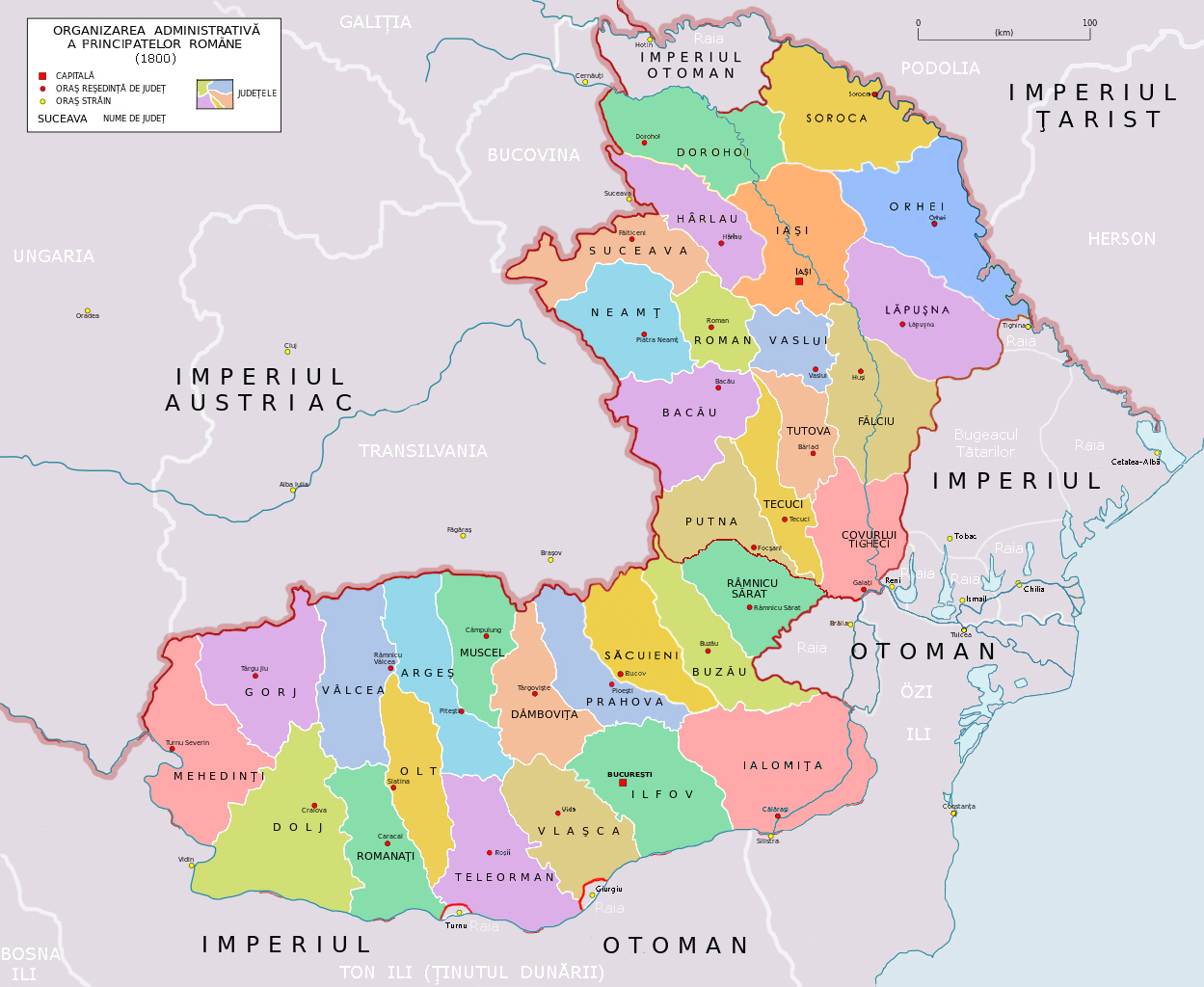
Condados rumanos en 1800
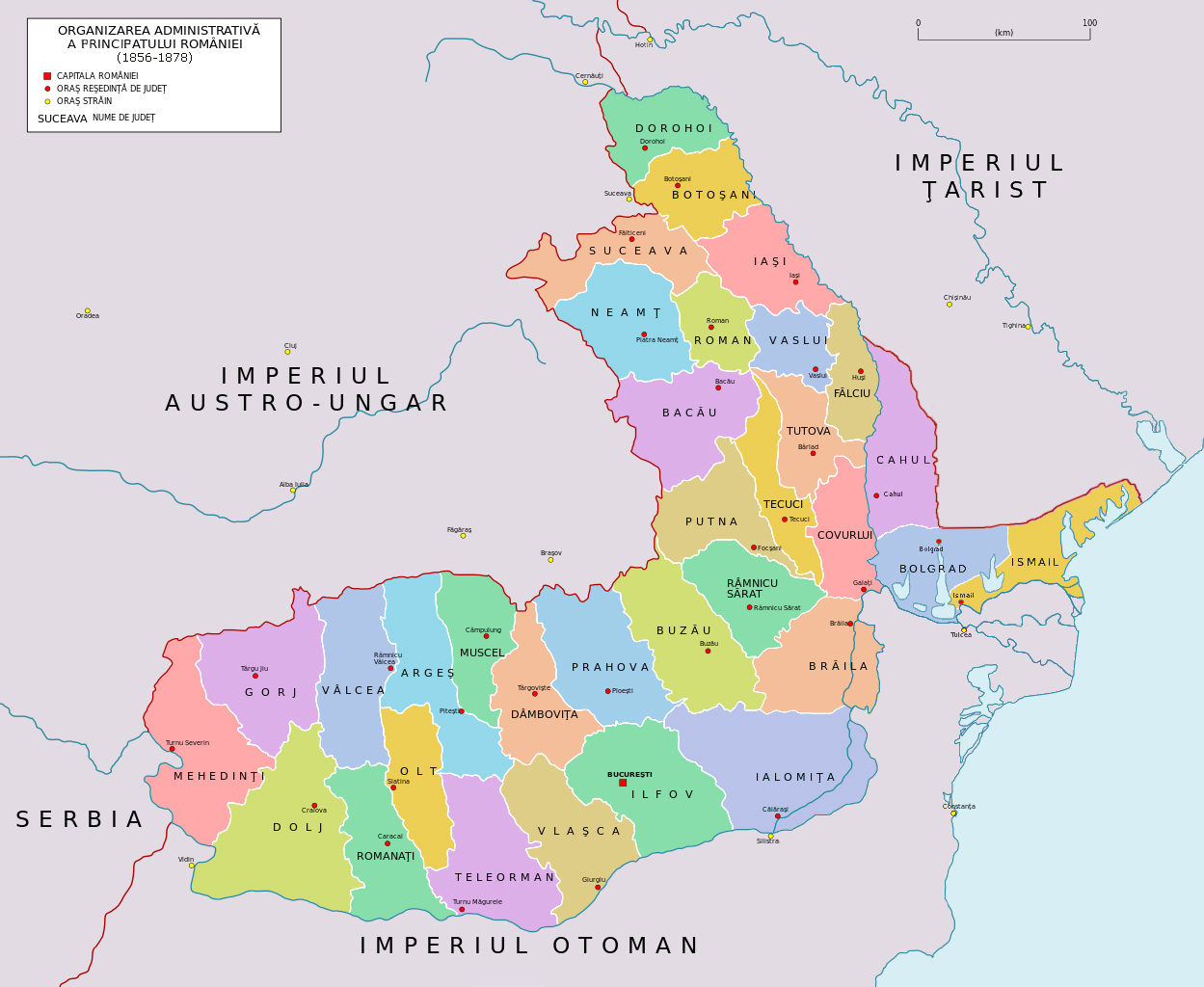
Condados de los Principados Unidos entre 1856 y 1878
Condados del Reino de Rumania entre 1878 y 1912
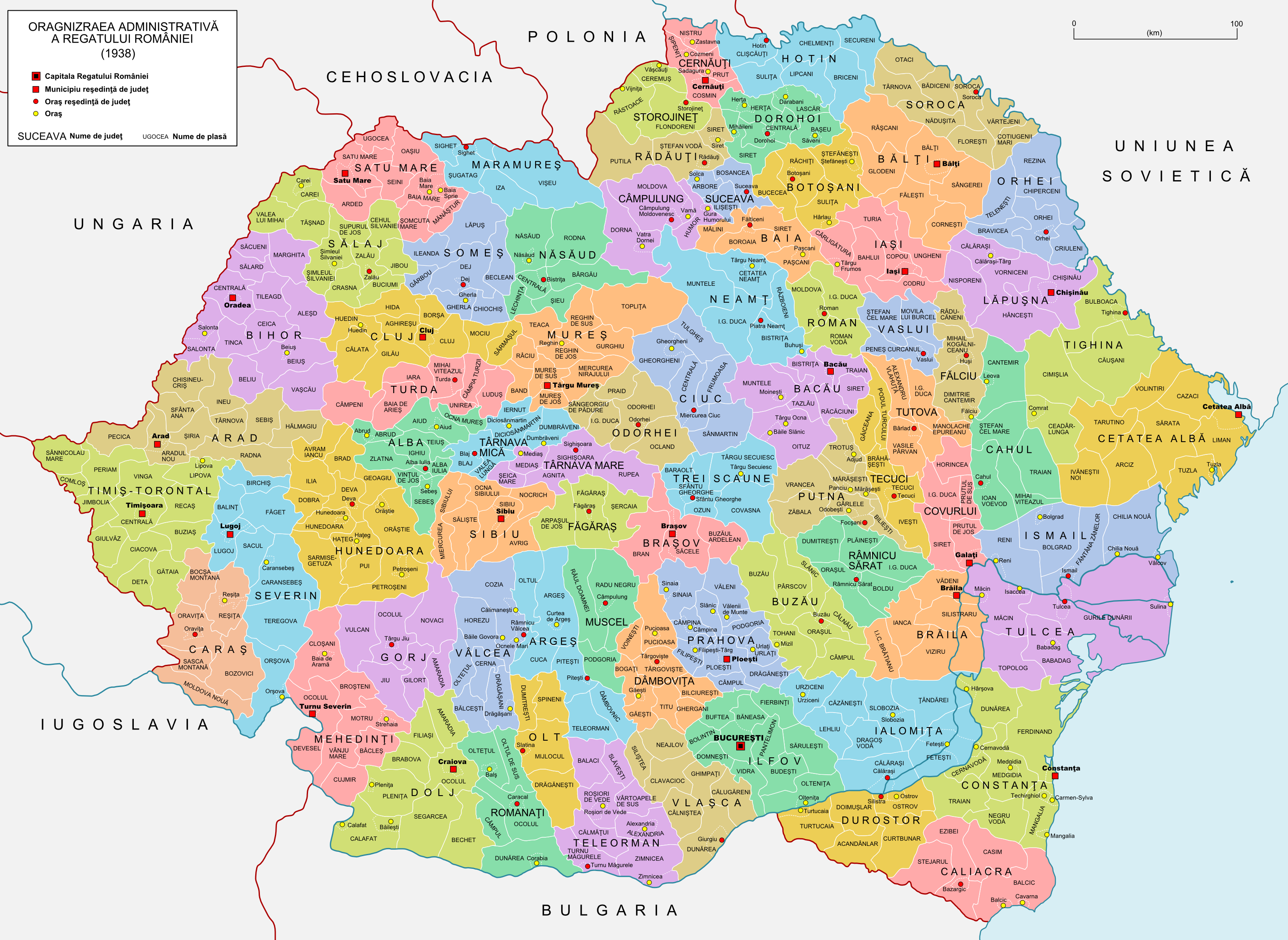
Condados de la Gran Rumanía entre 1936 y 1939
Condados de Rumania durante la Segunda Guerra Mundia
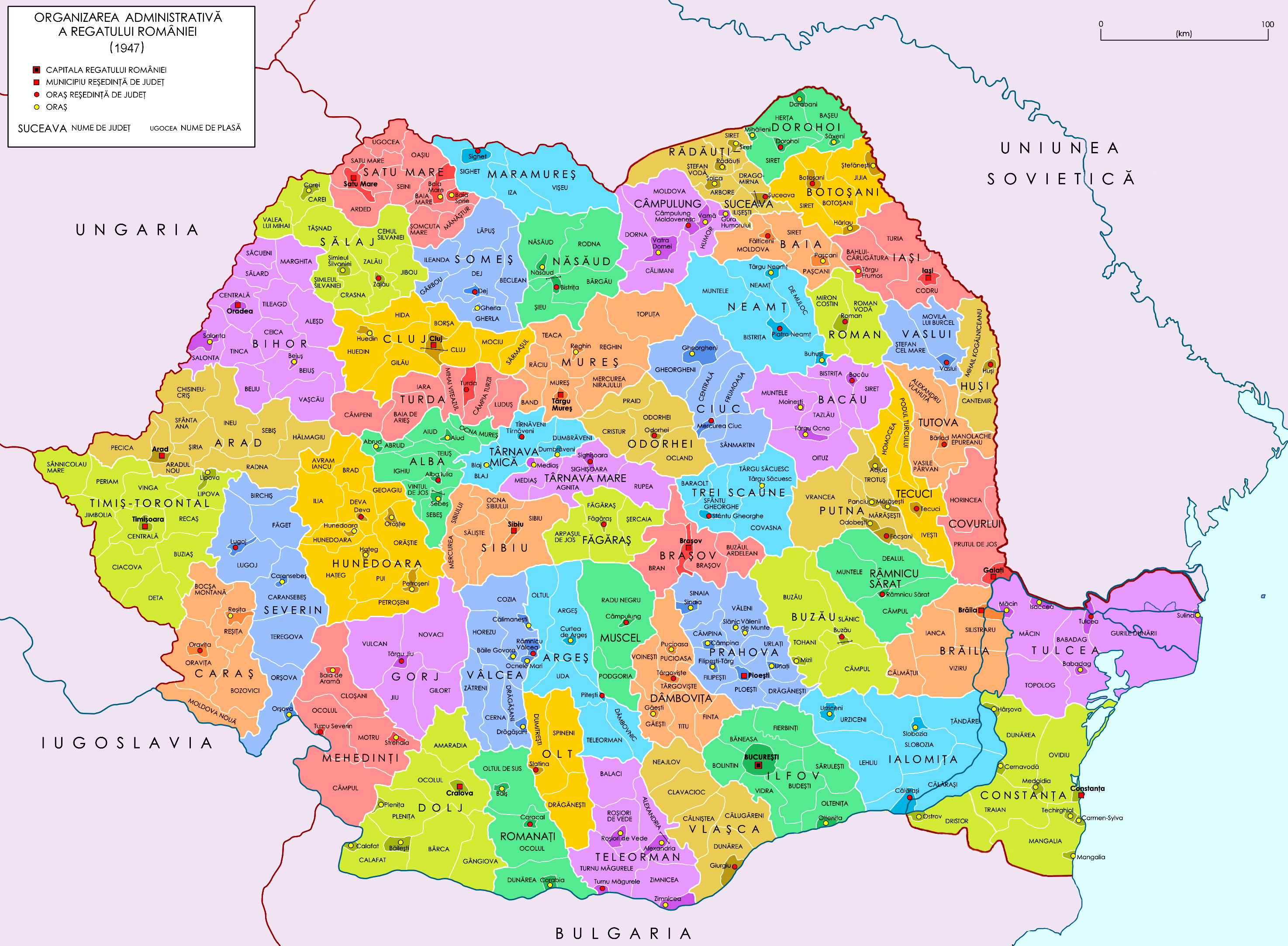
Condados de Rumania entre 1945 y 1951

### Otras lecturas
- Atlas de los condados de la República Socialista de Rumanía, Vasile Cucu, Didáctica y pedagogía, 1978
- Los condados de la Rumania socialista, Editorial Política, 1972